# Alexandre Windsor, Conde de Ulster
Alexander Windsor, Conde de Ulster (em inglês: Alexander Patrick Gregers Richard Windsor; Londres, 24 de outubro de 1974) é o único filho varão do Duque e da Duquesa de Gloucester. Como filho mais velho e herdeiro dos Duques de Gloucester tem o título de Conde de Ulster. 

## Vida pessoal
Estudou no Eton College e na RMAS, e possui uma licenciatura do King's College de Londres. Ulster foi contratado para a King's Royal Hussars, uma ramificação do exército britânico, em 1995 e é capitão desde 2000 (major em 2008). Esteve na ativa no Kosovo em 2002 e foi relatado que o seu regimento seria mobilizado para o Iraque. 
O primeiro filho com sua esposa dra. Claire Booth é Xan, barão Culloden nasceu em 12 de março de 2007; em 20 de maio de 2010, nasceu a filha do casal, lady Cosima Rose Alexandra Windsor. Lorde (e Lady Ulster) raramente aparece em público, ao contrário de suas irmãs, lady Davina e lady Rose Windsor. 

## Títulos e estilos
- 24 de outubro de 1974 - presente: Conde de Ulster[6]

### Medalhas
- - Medalha al Servicio General
- - Medalha OTAN Kosovo
- - Medalha de Irak
- - Medalha do jubileu de ouro da Rainha Isabel II
- - Medalha do jubileu de diamante da Rainha Isabel II